# Loạn dâm kết hợp tiểu tiện
Loạn dâm kết hợp tiểu tiện (hay còn được biết đến với tên gọi vòi sen vàng) là một dạng lệch lạc tình dục trong đó sự hưng phấn tình dục bắt nguồn từ việc nhìn, nghĩ đến nước tiểu hoặc đi tiểu.
Thuật ngữ urolagnia (loạn dâm kết hợp tiểu tiện) có nguồn gốc từ tiếng Hy Lạp (trong đó ouron có nghĩa "nước tiểu" và lagneia mang nghĩa "dục vọng"). Trong khi đó, "vòi sen vàng" (golden shower) là một tiếng lóng dùng để chỉ việc thỏa mãn tình dục bằng cách tiểu lên người khác.